# Gospa Malhun
Malhun Hatun (ili Malhun Khātûn = „gospa Malhun”; također Mal Hatun ili Mala Hatun; ? — studeni 1323.) bila je prva supruga prvog osmanskog sultana, Osmana I., sina Ertuğrulovog.

## Biografija
Nije poznato kada je Malhun rođena. Isto tako, nije potpuno jasno tko su joj bili roditelji. Ime njezine majke u potpunosti je nepoznato, dok se uobičajeno smatra da joj je otac bio anatolski plemić, Ömer-beg (turski: Ömer Bey). Postoje i špekulacije da joj je otac zapravo bio utjecajni turski šeik, Edebali; treća je mogućnost da joj je otac bio beg Ömer Abdülaziz, seldžučki vezir Anatolije.
Malhun se udala za Osmana I. te je njihovo dijete bio sin, sultan Orhan I. (Orhan Gazi), preko kojeg je bila baka sultana Murata I. Hüdavendigâra.